# Bleu de Langeac
De Bleu de Langeac is een Franse kaas, geproduceerd in Langeac, in Auvergne. Plaatselijk wordt de kaas daar gewoon de “fromage du region”, de regionale kaas, genoemd
De kaas heeft veel weg van de Bleu d'Auvergne, wordt volgens een vergelijkbaar procedé bereid en heeft een rijpingstijd van 2 maanden. De smaak van de kaas is vrij geprononceerd, de kleur van de kaas is gelig.